# Ниппур
Ни́ппур (URUEN.LIL 𒂗𒇸; шум. Нибру, аккад. Nibbur, современный Нуффар) — священный город и религиозный центр Шумера в Южной Месопотамии (современный Ирак). В Ниппуре находился храм одного из главных богов шумеров — Энлиля.

## История
Ниппур располагался на обеих сторонах канала Шатеннил (Shatt-en-nil), который был одним из древнейших и соединял реки Евфрат и Тигр. Сегодня город выглядит как большой комплекс холмов с остатками руин, известных до арабов. Современное название Нуффар (Nuffar), было представлено в более ранних письменных упоминаниях как Ниффер (Niffer). Самая высокая точка конических холмов, поднимающихся на высоту около 30 метров выше уровня естественной природы, северо-восток от русла канала, называется по-арабски Бинт-эль-Эмир (Bint el-Amiror) «дочь эмира, принцесса».
В Ниппуре находился Э-кур-храм (Himmels) главного шумерского бога Энлиля. Таким образом Ниппур был религиозным центром Шумера, но не играл выдающейся роли в политической жизни шумерского мира, особенно во времена аккадского порабощения. Значение города возросло в гутийский период, особенно во времена второй династии Лагаша. Но уже при третьей династии Ура влияние Ниппура значительно снизилось.
В XVIII веке до н. э. Ниппур был захвачен Вавилонией, позже имел внутреннюю автономию.

## Раскопки
Археологическими раскопками обнаружены постройки III—I тыс. до н. э., предметы быта, клинописные таблички (предположительно, школьный архив).